# Unità a nastro magnetico
Una unità a nastro magnetico è un tipo di periferica che utilizza il nastro magnetico come memoria di massa.

## Storia
La prima unità a nastro magnetico della storia, l'UNIVAC UNISERVO, è stata commercializzata nel 1951 dalla Remington Rand Inc. per l'UNIVAC I.

## Descrizione
È utilizzato come unità di memoria di massa utilizzando il nastro magnetico come supporto di memoria, la memoria fornita dall'unità a nastro magnetico è quindi memoria ad accesso sequenziale, tipo di memoria mediamente più lenta della memoria ad accesso diretto e della memoria ad accesso casuale.